# Chiesa della Santissima Annunziata (Pescia)
La chiesa della Santissima Annunziata si trova a Pescia, in provincia di Pistoia, diocesi di Pescia.

## Storia e descrizione
Presenta una facciata molto semplice, con una statua di San Paolo (XVIII secolo), patrono dei Barnabiti che fino al 1782 detennero il patronato della chiesa. La costruzione dell'edificio fu promossa nel 1599, ma i lavori furono interrotti a causa della peste che colpì la città nel 1631. In questa occasione il Consiglio Generale deliberò di erigere alla Vergine un altare marmoreo e una tribuna. Il voto fu sciolto solo nel 1713, quando si ampliò l'edificio su progetto di Antonio Maria Ferri. Nel 1783 fu elevata a parrocchia, con il titolo di pieve, dal vescovo di Pescia Francesco Vincenti. Nella chiesa si trova la tomba del servo di Dio Antonio Pagni, fondatore della comunità barnabita di Pescia.
L'interno, ad una sola navata, conserva una tela seicentesca con San Carlo Borromeo che comunica gli appestati di Baldassarre Franceschini detto il Volterrano. Sopra l'altare maggiore, la Vergine che arresta la pestilenza a Pescia di Carlo Sacconi (1713).

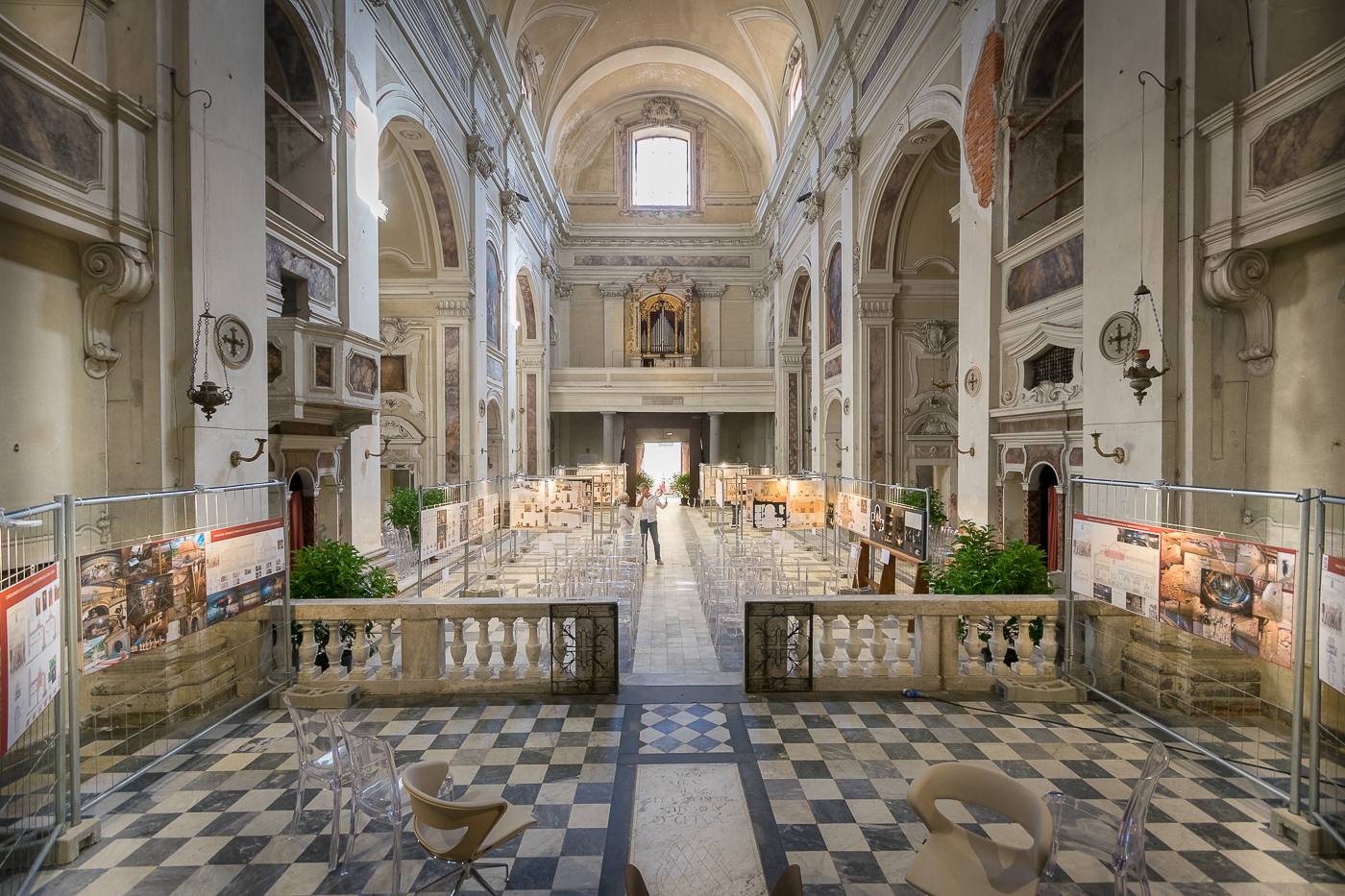
Interno
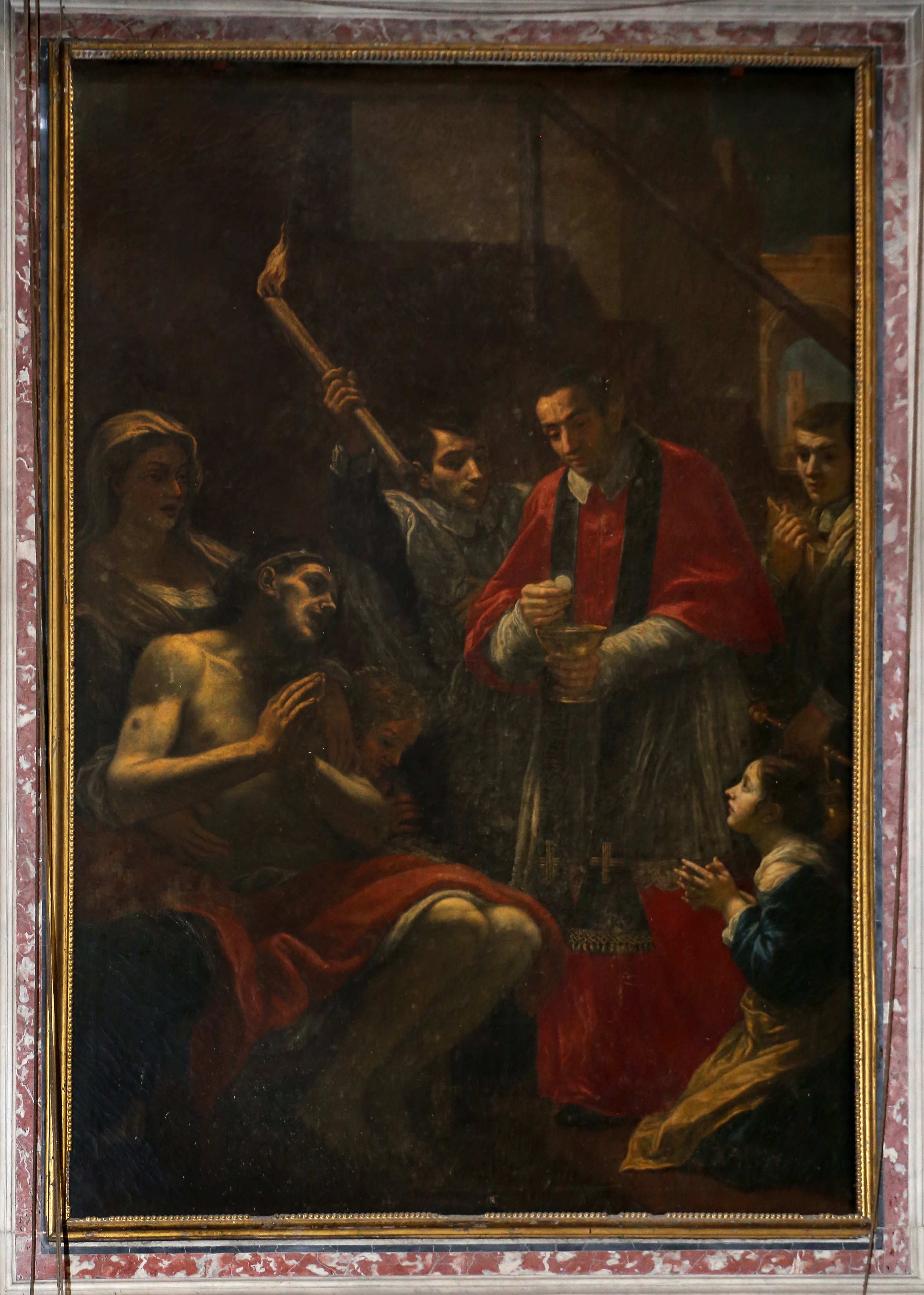
Il dipinto del Volterrano
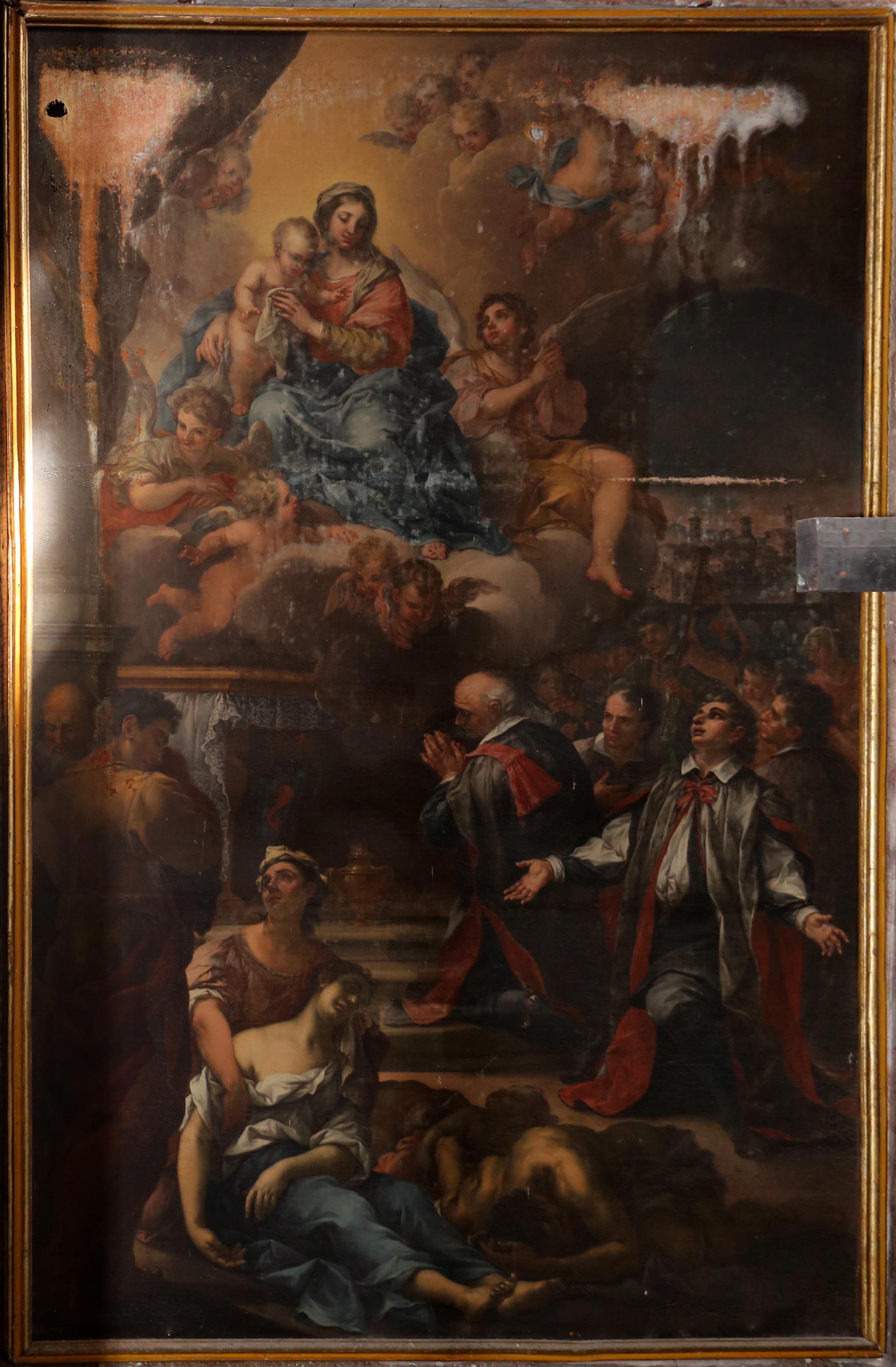
Il dipinto di Carlo Sacconi